# コリューン
『コリューン』（CHILD OF DRAGON Coryoon、チャイルド・オブ・ドラゴン -）は、ナグザットから1991年11月29日に発売されたPCエンジン用ゲームソフト。

## 概要
ナグザット初の社内制作オリジナルゲームで、ジャンルは横スクロール型シューティングゲーム。全8ステージ構成。
グラフィック担当のもりけん、サウンド担当の森島大祐と松下寿志、プログラム担当の高岡義晴の4人で開発された。開発期間は約6ヶ月。
PCエンジンの機能を活かし、巨大な敵、フルーツなどの多数のスプライト処理、多重スクロール、音色・音声サンプリングなどの演出が表現されている。
｢小さな子も遊べるやさしいモード付き」のコピーの通り、パワーアップ・エクステンドアイテムの出現頻度が非常に高く、また画面背後・上下からの攻撃が来る際に「!」マークと音による警告が出現するなどSTG初心者向けのゲームバランスがアピールされている。
HuCARD作品では数少ないバックアップRAM対応ソフトであり、コンティニューできるステージ設定や、スコアなどが記録されるようになっている。

## ゲーム内容

### システム
通常プレイモード
タイムアタックモード
2分間・5分間のタイムアタックモード。残機が0になるか、タイム00:00でゲームオーバー。
ステージ2をベースとしており、BGM・CGの変更、ボーナスキャラなどが追加されている。
サウンドモード
BGMや効果音、ボイスが聞ける。
ステージセレクト
クリアしたステージまでのステージが選べる。各難易度によって別々に記憶されている。バックアップ対応。
難易度セレクト
イージー・ノーマル・ハードの3段階を選択可能。難易度により敵の耐久力やパワーアップキャラの出現頻度が異なる。またハードモードでは敵撃破の際に「撃ち返し」が発生する。
ノーマル／ハードモードでは、ステージ8が出現しボスラッシュ後に真のラストボスとの戦いとなる。ラストボスを倒すとエンディングとなる。イージーモードはステージ7で終了し、イージーモード用のエンディングとなる。

### 基本ルール
操作
IIボタンでメインショット。押し続けると自動連射。ただし、手動で連射すると自動連射より早い連射が可能。一定時間ショットを撃たないでいるとパワーが溜まり特殊ショット「怒りの炎」を使用可能。これは敵弾を消滅させる効果を持つ。
SELECTボタンで移動スピードを2段階まで変更できる。
アイテム
道中出現するコウノトリを攻撃すると、三色に順番に変化する丸いパワーアップアイテムを落とす。取得するとコリューンの攻撃がパワーアップする。パワーアップは「ファイヤー」「ウォーター」「サンダー」の3種。
道中出現するニワトリを倒すと、オプション「マゴリューン」がステージボス前まで攻撃サポートをしてくれるようになる。オプションは「オタ」「ジャリ」「マツ」の3種。
道中出現する「スペード」「ダイヤ」「ハート」「クラブ」を取得するとサブウェポンが使用可能となる。サブウェポンは4種。
敵を倒すとスコアボーナスアイテムであるフルーツに変化する。
ミス / ゲームオーバー
敵・敵弾・障害物に接触すると1ミス。ただし、パワーアップ状態なら敵に接触してもパワーアップを失うだけでミスにはならない。
プレイヤーストックが0となるか全ステージクリアでゲームオーバー。プレイヤーストックは9機までで、それ以上の1UPはボーナススコアの加算のみとなる。コンティニュー回数は無制限。

### パワーアップ
同じ色の玉を取得していく事で、3段階までパワーアップする。
ファイヤー（赤玉）コリューンが火竜に変化し、炎弾を撃てるようになる。敵を貫通するが飛距離が短い。パワーアップ段階が進むと、攻撃判定が大きくなる。
ウォーター（青玉）コリューンが水竜に変化し、攻撃力の高いウェーブ弾を撃てるようになる。連射速度が速く発射数も増える。パワーアップ段階が進むと、縦方向へ大幅に攻撃判定が大きくなる。
サンダー（黄玉）コリューンが雷竜に変化し、多方向に拡散する雷弾を撃てるようになる。攻撃力は低いが広範囲をカバーできる。パワーアップ段階が進むと、3WAY→5WAY→8WAYとなる。

### サブウェポン
該当アイテムを取得する事で支援効果発動。他サブウェポン取得・1ミス・ステージクリアで解除される。
スペード画面全体攻撃で、Ⅰボタンで発動。中ボス本体・ステージボス本体には無効。ストックは1発分のみ。
ダイヤコリューンがチビリューンに変化し、被弾判定が大幅に小さくなる。
ハート2匹の妖精が僚機となってコリューンの周りを回る。Ⅰボタンで上下に固定可能。攻撃判定があり敵弾を跳ね返す。フルーツに対する接触判定も有し、妖精を使ってフルーツを回収できる。
クラブⅠボタンでフルーツを誘導回収できる。

### オプション
マゴリューンによる攻撃支援。ステージボスエリア到着で解除される。
- オタ - 通常弾を発射。
- ジャリ - 雷弾を発射。
- マツ - 体当たり攻撃。

### フルーツ
スコアボーナスアイテム。「ア・ダール」の魔法により敵キャラへと変身させられているという設定で、コリューンの攻撃を受けると魔法が解けてフルーツになる。フルーツの種類は大小各10種類。フルーツの出現種類はランダムではなく、スコアの10の桁に対応している。特定の背景を撃つことにより出現する隠しフルーツや、宝箱から出現するものも存在する。

### その他
- 一部のボスは、特定のパワーアップや通常弾でしかダメージを与えられないものが存在する。
- パワーアップの属性により、与ダメージに特効効果がある敵が存在する。

## 設定

### ストーリー
遥か100万光年も先の宇宙にある、7色に輝く美しい惑星群「レインボール」。赤・橙・黄・緑・青・藍・紫の7つの惑星からなるレインボールは各惑星を守る7聖獣たちによって長い間平和な日々を送っていた。
ところがある日、宇宙の大魔王「ア・ダール」が現れ、レインボールを我が物とするべく侵略を開始した。ア・ダールは侵略の手始めにすべての生物が子どもになってしまう呪いをレインボールにかけた。子どもになってしまった人々は嘆き、悲しみ、駄々をこね、レインボールはパニックに陥ってしまった。
そんな人々の姿を見た緑惑星グリーンウッドの王女「ミント姫」は心の底からレインボールの姿を悲しんだ。ミント姫の悲しみと涙は彼女のペットであるドラゴン「コリューン」に正義と勇気の力を与えた。
一方のア・ダールもコリューンを迎え撃つため、レインボールの聖獣を魔獣に変えてしまった。
コリューンも魔獣たちもすべての生物は子どものまま。果たしてコリューンはこの子ども同士の戦いに勝利し、ア・ダールを倒し、レインボールに平和をもたらすことができるだろうか。

### ステージ構成
各ステージのスタート前にステージ名が表示される。全8ステージ。
ステージ1 - GREEN WOOD
緑に覆われている惑星。
中ボス : カメレオン
ステージボス : ペガサス＆ユニコーン
ステージ2 - BLUE LAKE
幻想的な青い水の惑星。多方面からの攻撃が始まる。
中ボス : カニ
ステージボス : アメリカザリガニ
ステージ3 - ORANGE VALLEY
美しいオレンジの夕日の惑星。ハンドクラップなどのステージギミックが登場する。
中ボス : ホーク
ステージボス : グリフォン
ステージ4 - YELLOW PARK
静けさが広がる砂漠の惑星。多間接キャラや、敵ギミック・背景ギミックが多い。
中ボス : ザウルス
ステージボス : ヒドラ
ステージ5 - RED MOUNTAIN
燃えさかる炎の惑星。破壊不可の石柱ギミックなどが登場する。
中ボス : スカル
ステージボス : フェニックス
ステージ6 - PURPLE CAVE
神秘的な紫水晶の惑星。メカコリューンや宝箱・ミミックなどが登場する。多方向からの攻撃が激化する。中ボスのウニヘッドは、通常弾・雷弾でしかダメージを与えられない。
中ボス : ウニヘッド
ステージボス : タートル
ステージ7 - INDIGO STAR
星々が輝く藍色の惑星。巨大な氷が行く手を阻む。高速スクロールステージ。「ア・ダール」との戦いが待っている。
中ボス : アイスマン
ステージボス : アダール
ステージ8 - BLACK ROAD
暗黒惑星。ステージ1からステージ6までのボスラッシュステージ。タートル撃破後「ア・ダール」の正体がわかる。ラスボスは通常弾でしかダメージを与えられない。
ラストボス : ワリューン

## スタッフ
- システム・プログラマー：高岡義晴
- メイン・プログラマー：高岡義晴
- アザー・プログラマー：落合雄一、中村直巳
- アドバイザー：三好弘二、松田康、宮串英明
- グラフィック・デザイナー：もりけん
- グラフィック・アシスタント：高岡義晴
- サウンド・コンポーザー：松下寿志、森島大祐
- プランナー：もりけん、井上一彦
- ゲーム・デザイナー：高岡義晴
- テスト・プレイヤー：酒井学、井上一彦、谷島孝行、木村謙一
- ボイス：おぐろひでこ
- スペシャル・サンクス：山名和夫、下地浩、豊嶋真人、高橋和男、福田雅之、加納永理佳、岩田弘美、田上稔治、はまぐちふみひこ、橘田昌律、なかむらけんじ、ひらのりょういちろう、まつのきよたか、上田順一、あおやままこと、むしゃたけちか、さかいひろあき、ぬまさきひろたか

## 評価
ゲーム誌『ファミコン通信』の「クロスレビュー」では合計22点（満40点）、『月刊PCエンジン』では70・75・75・70・75の平均73点（満100点）、『PC Engine FAN』の読者投票による「ゲーム通信簿」での評価は以下の通りとなっており、22.26点（満30点）となっている。また、この得点はPCエンジン全ソフトの中で149位（485本中、1993年時点）となっている。 
| 項目 | キャラクタ | 音楽 | 操作性 | 熱中度 | お買得度 | オリジナリティ | 総合  |
| 得点 | 4.39       | 3.57 | 3.61   | 3.74   | 3.43     | 3.52           | 22.26 |